# Rolf Kaijser
Rolf Gustaf Sylvester Kaijser i riksdagen kallad Kaijser i Karlstad, född 31 december 1903 i Härnösand, död 15 mars 1980 i Karlstad, var en svensk läkare och politiker.
Kaijser var son till medicine doktor Fritz Kaijser och medicine licentiat Anna Lovén samt bror till Helena Johanna Kaijser, Christian Kaijser, Fritz Kaijser, Erland Kaijser och Olof Kaijser. Han tog studentexamen 1921, blev medicine kandidat vid Uppsala universitet 1924, medicine licentiat vid Karolinska Institutet i Stockholm 1928, medicine doktor och docent i kirurgi vid Uppsala universitet 1946 samt filosofie magister 1971. Kaijser hade olika olika underläkarförordnanden 1929–1942, var biträdande lasarettsläkare i Gävle 1942–1944 och var underkirurg vid Akademiska sjukhuset i Uppsala 1944–1946. Han var lasarettsläkare i Sollefteå 1946, tjänstgjorde vid Karlstads lasaretts kirurgiska avdelning 1950 och styresman 1950. Han var överläkare där 1960–1968.
Han var bataljonsläkare i fältläkarkårens reserv från 1929 och chefsläkare vid Röda korsets sjukhus i Korea 1951. Kaijser var landstormsman 1955–1970 och ledamot av förvaltningsutskottet 1956–1970. Han var ledamot av riksdagens första kammare 1958–1970 (statsutskottet 1967–1970, m) för högern, invald i Värmlands läns valkrets. Kaijser var ledamot av barnanstaltsutredningen från 1958, 1961 års sjukförsäkringsutredning från 1962, u-landsberedningen 1961–1962 och Nämnden för internationellt bistånds råd från 1962. Han skrev uppsatser i medicin och kirurgi.
Kaijser gifte sig 1931 med fil.kand. Ingrid Kjellin (1905–1988), dotter till byråchefen P. G. Kjellin och Hagar Nilsson. Han var far till Göran (född 1934), Hans (född 1937), Birgitta och Gunilla (födda 1941) samt Per (född 1945). Kaijser avled 1980 och gravsattes på Ruds kyrkogård i Karlstad.

## Utmärkelser
Kaijsers utmärkelser:
- Riddare av Nordstjärneorden (RNO)
- 3. klass med rött kors och 4. klass med svärd av Finska Frihetskorsets orden (FFrK3klmrko4klmsv)
- Svenska Röda Korsets guldmedalj (SRKGM)
- Amerikanska Medal of Freedom (AMF)
- United Nations Medal (UNM)